# 真聖女王
真聖女王（？—897年），姓金，名曼，一作垣，是新罗国王，定康王同母妹妹。887年7月5日即位，891年10月憲安王庶子弓裔叛于鐵原京，第二年甄萱（李姓）據武珍州自稱後百濟，895年10月立憲康王庶子金嶢爲太子。
真圣女王三年（889年），全国性的农民大起义爆发。元宗、哀奴率领起义农民占据沙伐州（今庆尚北道尚州），北原（今江原道原州）梁吉的声势最为浩大，占据附近十几个郡县。896年西南地区又发生赤裤军起义，直至首都庆州附近的牟梁里。897年6月真圣女王被迫禪位于太子嶢，12月去世后被火葬。她在位十一年，她的丈夫大角干金魏弘被追封为惠成王。

## 影視形象
- 韩国电影《千年湖（朝鲜语：천년호 (2003년 영화)）》，2003年，金慧利飾演。